# Marguerite Tedeschi
Marguerite Tedeschi, née le 4 septembre 1879 à Paris 9e et morte à Palma de Majorque le 26 juillet 1970, était une peintre orientaliste française.

## Biographie
Marguerite Tedeschi étudie à l’école des Beaux-Arts de Paris sous la direction de Jules Joseph Lefebvre et Jean-Paul Laurens. En 1911, elle est primée au Salon de Paris puis s'installe en Algérie. Elle explore le sud du pays, se rend à Bou Saâda, Laghouat et Ghardaïa. Elle expose au Salon de la Société des Artistes Orientalistes et au Salon de la Société Nationale des Beaux-Arts.
En 1919, elle épouse Mehana Abdesselam, avocat à la Cour d'appel de Paris, et cesse de peindre en 1920.
Elle était la mère de Robert Abdesselam.

## Œuvres
- Sortie de messe en Bretagne, 1909
- Sur la terrasse, 1910
- Jeunes filles jouant aux billes, 1911
- La danseuse, 1913
- Bou Saada: Les deux amies, 1913
- La fête arabe, 1913
- Profil d'homme, Bou Saada, 1913

## Sources
- Biographie de Marguerite Tedeschi